# سياسة التحويل الصحي الهندي
وفرّت سياسة التحويل الصحي الهندي في كندا إطار عمل لمفهوم تحكم السكان الأصليين الكنديين بالخدمات الصحية، وقدمت مدخلا تطويريا للتحويل، يتركز على مفهوم تقرير المصير في الصحة. ومن خلال هذه العملية، يترك لكل مجتمع قرار الدخول في مناقشات التحويل مع وزارة الصحة الكندية. وحالما تنخرط المجتمعات بالتحويل، يمكن لها أن تتحكم بمسؤوليات البرنامج الصحي بوتيرة تحددها ظروف أفرادها وإمكانيات الإدارة الصحية.

## خلفية
لفهم وضع التحويل الصحي، يجب أولا فهم الاعتبارات التاريخية، وكيف عملت الأمم الأولى والإنويت والميتي والحكومة الاتحادية سوية للاستجابة للشعوب الأصلية التي عبرت عن رغبتها بإدارة برامجها الصحية والتحكم بها.

### الورقة البيضاء لعام 1969
وهي وثيقة سياسية للحكومة الاتحادية اقترحت إلغاء وضع الأفراد كخاضعين للمعاهدات وفق القانون الهندي وإيقاف الخدمات الخاصة المحددة وفقها، مؤيدة الاندماج المتزايد للمواطنين الهنود الأصليين ضمن ثقافة كندا.

### الورقة الحمراء لعام 1970
رد الشعوب الأصلية على الورقة البيضاء مؤكدة على المسؤولية الاتحادية عن الرعاية الصحية لشعوب الأمم الأولى، ومؤكدة على خططها لتقوية تحكم أفراد المجتمع بحياتهم وبالبرامج المجتمعية التي تقدمها الحكومة.

### ورقة العلاقات الهندية لعام 1975
أدت الورقتان البيضاء والحمراء دورًا دافعًا للجهود التعاونية للحكومة الاتحادية والسكان الأصليين لبدء التخطيط الجاد للمستقبل.
أسفر هذا عن ورقة عام 1975، وهي ورقة علاقات الحكومة الكندية والهنود الكنديين، التي حددت إطار عمل إستراتيجية لتعزيز تحكم الهنود الأصليين بالبرامج والخدمات. ووفق اتفاقيات مساهمة في قطاع الصحة، أصبحت 75% من الجماعات مسؤولة عن مثل هذه البرامج كبرامج الكحول المحلي وبرنامج تعاطي المخدرات وبرنامج الممثل الصحي المجتمعي.

### سياسة الصحة الهندية 1979
كات الهدف المعلن لسياسة الصحة الهندية الذي تبنتها الحكومة الاتحادية في 19 أيلول 1979 هو تحقيق مستوى أفضل بلصحة في مجتمعات الهنود، وتديره هذه المجتمعات بنفسها. وفي هذا الصدد، اعترفت السياسة الكندية بالمسؤولية التاريخية للحكومات الاتحادية وفي المقاطعات، في تقديم الخدمات الصحية للأمم الأولى وشعب الإنويت، ونقلت مسألة حقوق المعاهدة من اعتبارات سياسة الصحة إلى حيث تنتمي، أي الشؤون الهندية. ونصت السياسة على أن التحسينات الواقعة على الحالة الصحية للشعب الهندي الأصلي يجب أن تبنى على ثلاث دعائم وهي: 1-تنمية المجتمع من الناحية الاجتماعية الاقتصادية والثقافية أو الروحية، وذلك لإنهاء الظروف التي قد تحد من الحصول على الصحة الجيدة، 2-علاقة الثقة التقليدية بين السكان الهنود الأصليين والحكومة الاتحادية، 3-نظام الصحة الكندي المترابط مع قطاعاته الاتحادية وفي المقاطعات والبلدية والهندية والخاصة.
وكان من الأوجه الأخرى للسياسة الجديدة الاعتراف بأن الشعب الأصلي ومجتمعات الإنويت يستطيعون التحكم بأحد جوانب إدارة برامج الصحة المجتمعية الخاصة بها أو جميع الجوانب، وفق رؤيتهم، وبدعم من وزارة الصحة الوطنية والرعاية الاجتماعية.

### تقرير برغير 1980
يعرف تقرير اللجنة الاستشارية حول الاستشارات الصحية للهنود الأصليين والإنويت باسم تقرير برغير. يوصي التقرير بطرائق للاستشارات يمكنها أن تضمن مشاركة كبيرة للشعوب الأولى والإنويت في تصميم خدمات الرعاية الصحية في مجتمعاتهم وإدارتها والتحكم بها.

### تقرير بينر 1983
يعرف تقرير اللجنة الخاصة بالحكومة الذاتية الهندية بتقرير بينر، وأوصى بأن تقيم الحكومة الاتحادية علاقة جديدة مع الشعب الأصلي وشعب الإنويت، وأن يكون الاعتراف بالحكومة الذاتية الهندية عنصرًا جوهريًا في هذه العلاقة. وحدد التقرير الصحة كمجال أساسي لتولي هذه المسؤولية.

### مشاريع الصحة المجتمعية 1983-1986
موّل قسم صحة الأمم الأولى والإنويت مشاريع توضيحية للأمم الأولى. أُطلقت التجربة لتقديم المعلومات الكاملة ذاتها لكل من السلطات الاتحادية وسلطات الأمم الأولى، مع الأخذ بالاعتبار تحكم الأمم الأولى بخدمات الصحة.

### قانون الحكومة الذاتية لشعب السيشليت لعام 1986
أقر البرلمان هذا القانون عام 1986. وفي نيسان من السنة اللاحقة، أقر المجلس التشريعي لبريتيش كولومبيا بالإجماع وثيقة تعطي مجتمع السيشليت سلطة بلدية. وبذلك وقعت جماعة السيشليت الهندية أول اتفاق حكومة ذاتية تولى فيه شعب من السكان الأوائل السلطة على خدماتهم الصحية.

### التحويل الصحي لمناطق جنوب خط العرض 60 لعام 1988
من أجل استكمال فرع صحة الإنويت والأمم الأولى التحويل الصحي إلى الأمم الأولى كجزء من الإصلاح الإداري، كان من الواجب تطوير إطار عمل السياسة والسلطات والموارد وتأمينها. تأسست لجنة فرعية من أجل تحويل البرامج الصحية إلى الإدارة الهندية مع ممثلين من الأمم الأولى ذوي خبرة في الرعاية الصحية. دمجت اللجنة الفرعية الخبرات المأخوذة من مشاريع الصحة المجتمعية وأوصت بمدخل تطويري واستشاري للتحويل الصحي، واستخدمت هذه التوصيات لاحقا لإنهاء إطار عمل سياسة التحويل الصحي.
وافق مجلس وزراء الحكومة الاتحادية في 16 آذار عام 1988 على إطار عمل سياسة التحويل الصحي لنقل موارد برامج الصحة الهندية جنوب خط العرض 60 إلى سلطة الهنود الأصلين من خلال عملية:
أولا، تسمح بتولي مسؤولية البرامج الصحية وفق وتيرة خطى يحددها المجتمع، أي بإمكان المجتمع تولي السيطرة تدريجيا خلال عدة سنوات عبر نقل السلطة ضمن عدة مراحل، وثانيا، تتيح للمجتمعات تصميم البرامج الصحية لتفي بحاجاتها، وثالثا، تتطلب تقديم برامج صحية وبرامج علاج عامة محددة وإجبارية، ورابعا، تعزز مساءلة الرؤساء والمجالس أمام أعضاء المجتمع، وخامسا، تعطي المجتمعات مايلي: المرونة المالية لتخصيص التمويل وفقا لأولويات المجتمع الصحية واستعادة الأرصدة غير المنفقة، ومسؤولية إزالة العجز ومراجعات الحسابات السنوية والتقييمات وفق فواصل محددة، والسماح باتفاقيات لعدة سنوات (من3 إلى 5 سنوات)، وعدم التحيز بمعاهدة أو بحقوق الشعوب الأصلية، والعمل ضمن حدود التشريع الحالي، وأن تكون اختيارية ومفتوحة لكل مجتمعات السكان الأوائل جنوب خط العرض 60.

### سلطات اللجنة المالية للتحويل 1989
وافقة اللجنة المالية عام 1989 على دعم السلطات المالية والموارد المالية التخطيط السابق للتحويل ولتمويل هيكليات الإدارة الصحية في المجتمعات.

## العملية
صممت هذه العملية لتتم ضمن أساس التمويل الحالي لبرامج الصحة الاتحادية للأمم الأولى والإنويت والميتي. ويجب على المجتمعات تقديم برامج إجبارية كالسيطرة على الأمراض القابلة للانتقال وبرامج الصحة البيئية والمهنية وبرامج السلامة الصحية وخدمات المعالجة.